# ألين الكسندر برادفورد
ألين الكسندر برادفورد (بالإنجليزية: Allen Alexander Bradford) هو محامي وقاضي وسياسي أمريكي، ولد في 23 يوليو 1815، وتوفي في 12 مارس 1888 في الولايات المتحدة. حزبياً، نشط في الحزب الجمهوري.